# Franz Jacobi (Schauspieler)
Franz Jacobi (* 27. Dezember 1866 in Lichtenfels; † 17. Oktober 1942 in Unterhaching) war ein deutscher Theaterschauspieler.

## Leben
Jacobi, Sohn eine Bahnmeisters, besuchte das Weimarer Lehrergymnasium um sich für diesen Beruf vorzubereiten. Schon damals wurde man auf seine gute Deklamation aufmerksam, so dass er als Schüler wiederholt zu Kaisers und Großherzogs Geburtstag zum Vortrag der entsprechenden Festgedichte bei der Schulfeier gewählt wurde und man ihm in den Abendunterhaltungen des Seminars – es wurden Bruchstücke aus Klassikern vorgetragen – stets die tragenden Rollen anvertraute. Dadurch wurde die Neigung für das Theater in ihm immer stärker, der Trieb immer mächtiger, bis er schließlich freiwillig das Seminar verließ, um Katheder mit Bühne zu vertauschen. Sein Lehrer war der bekannte Oberregisseur Jocza Savits, bereits 1883 wurde er für das Weimarer Hoftheater engagiert. Dort blieb er bis 1887 und wurde es ihm während dieser Zeit gestattet, sein Freiwilligenjahr abzudienen. Dann kam er nach Breslau, 1888 ans Berliner Theater, wo er bis 1893 (während der ganzen Direktionszeit Ludwig Barnays) verblieb, um sodann einem Rufe ans Hoftheater in Kassel Folge zu leisten. Dort wirkte er bis 1904.
Sein Lebensweg danach ist unbekannt.

## Schüler (Auswahl)
Johannes Maurach